# Bernardo Vergara Jiménez
Bernardo Vergara Jiménez (Pamplona, 1966) és un dibuixant de còmics, col·laborador de la revista Mongolia, Orgullo y Satisfacción i anteriorment, a El Jueves.

## Biografia
Va començar la seua carrera al món del còmic en els anys 80, en el fanzine de Pamplona Hamelín, i posteriorment, juntament amb altres dibuixants d'aquest fanzine, va passar a col·laborar en TMEO. Amb J. Resano i J.J.Chas va participar en el primer àlbum de la col·lecció TMEO, publicat en 1992 per Ezten Kultur Taldea, titulat El enemigo del mundo entero. A principis dels 90 va col·laborar també en revistes d'Edicions B com Mortadelo i Zipi y Zape. Posteriorment va realitzar alguns treballs per a agències, així com para periòdics com a Diario del Altoaragón, El Mundo, El País o Heraldo de Aragón.
Després de treballar en la revista Mala Impresión, en 1999 va passar a formar part de l'equip de col·laboradors habituals d'El Jueves, pel qual va crear al personatge d'Urbano. Amb José Luis Ágreda realitza, per a la mateixa publicació, la historieta inspirada al món universitari Jaula Magna. Per a Mister K, la revista d'Edicions El Jueves dirigida al públic infantil, Vergara va crear, amb EnriqueCarlos, la sèrie Harry Pórrez, paròdia de Harry Potter, i una de les més destacades de la revista. També per El Jueves va crear la sèrie Los Ilegales, una visió satírica de les dificultats dels immigrants il·legals a Espanya.
Ha col·laborat en diversos fanzines i revistes d'historietes com La Comictiva, Subterfuge, Amaníaco i ¡Dibus!, entre d'altres.
Va col·laborar amb el diari Público99 des de la seua fundació al setembre de 2007 fins al seu tancament al febrer de 2012, Durant els primers mesos va dibuixar la tira costumista "Piso para cuatro" però de seguida es va fer càrrec de la vinyeta d'actualitat de la secció "en portada" a la pàgina tres del periòdic. En l'actualitat publica acudits per eldiario.es i La Marea.

### Abandó d'El Jueves
El juny de 2014, Vergara va anunciar la seua marxa de la revista després que l'editorial RBA no permetera publicar una portada en la qual es feia referència a l'abdicació del rei d'Espanya, Joan Carles I. L'editorial, en un primer moment, va negar haver rebut pressions de Sarsuela i va adduir que el retard en la sortida de la revista (que va arribar als quioscos un dia més tard de l'habitual) i el canvi de portada s'havien fet a causa de problemes tècnics. No obstant això, altres fonts van assegurar que s'havien arribat a imprimir 60 000 exemplars en el moment en què es va donar l'ordre de substituir la portada. A Vergara li van acompanyar en la seua marxa altres dibuixants de la revista, com Manel Fontdevila, Paco Alcázar i Albert Monteys. Al costat d'aquests dibuixants va publicar el 18 de juny, el dia anterior a la coronació de Felip VI, un còmic digital especial per a l'ocasió anomenat Orgullo y Satisfacción que va passar a convertir-se en publicació digital mensual al setembre de 2014. El juny de 2014 la revista satírica mensual Mongolia va anunciar la incorporació d'estos quatre dibuixants.

## Estil
La petjada de l'escola Bruguera és evident en la seua obra, que s'ha relacionat també amb els clàssics del còmic francobelga, com Morris o Franquin.

## Obra
| Años    | Títol                                                   | Tipus            | Publicació                                                            | Detalls                    |  |
| ------- | ------------------------------------------------------- | ---------------- | --------------------------------------------------------------------- | -------------------------- |  |
| 1990    | Benjamín                                                | Sèrie            | Super Zipi y Zape (Edicions B)                                        |                            |  |
| 1991    | Casa Paco                                               | Sèrie            | Mortadelo Extra (Edicions B)                                          |                            |  |
| 1992    | El enemigo del mundo entero                             | Monografia       | Ezten Kultur Taldea                                                   | Col·lectiu                 |  |
| 1998    | Karolino                                                | Sèrie            | Mala Impresión                                                        |                            |  |
| 1998    | Ficciones reales                                        | Sèrie            | Mala Impresión                                                        |                            |  |
| 1998    | Los Chapas                                              | Sèrie            | El Jueves                                                             | Amb Ágreda com a dibuixant |  |
| 1999    | Ficciones reales                                        | Monografia       | Megamultimedia                                                        |                            |  |
| 1999    | Urbano                                                  | Sèrie            | El Jueves                                                             |                            |  |
| 1999    | Los retractilados                                       | Sèrie            | El País de las Tentaciones                                            |                            |  |
| 2001    | Manual de instrucciones para libros de instrucciones    |                  | Astiberri                                                             |                            |  |
| 2003    | Las alegres inconveniencias de Urbano. Mi colega invita | Monografia       | Astiberri. ISBN 84-95825-46-5                                         |                            |  |
| 2005    | Harry Pórrez y el misterio del Santo Grial              |                  | Los libros de Mister K, nº2. Ediciones El Jueves. ISBN 84-89746-14-1. |                            |  |
| 10/2008 | La historia del cómic de E. H. Gombrich                 | Historieta curta | "Dos veces breve" nº 16                                               | Guió de Santiago García    |  |
| 2009    | Harry Pórrez y el as en la manga de Condemort           |                  | Ediciones El Jueves. ISBN 978-84-9741-593-4.                          |                            |  |
| 2009    | El mundo según Ptolomeo                                 |                  | Diábolo Ediciones                                                     | ISBN 978-84-937422-0-1.    |  |